# Bobi (zespół muzyczny)
Bobi – polski zespół muzyczny disco polo istniejący od 1998 roku.
Zespół Bobi został założony w 1997 w niewielkiej miejscowości Okuniew koło Warszawy.
Liderem zespołu jest Darek Mata – Bobi i nazwa ta jest również jego pseudonimem artystycznym. Zadebiutował w roku 1998 na festiwalu muzyki tanecznej w Katowickim Spodku takimi piosenkami jak: „Chłopak na niepogodę” czy „Tyle Słońca”, które pochodzą z pierwszego albumu zespołu z 1997 roku o tytule „Chłopak Na Niepogodę”.
W 1999 roku został wydany drugi album, w którym ukazują się takie przeboje jak: „Szesnaście lat” czy „Nie odchodź”. Rok później zostaje wydana kolejna płyta „Bo z dziewczynami”. W 2001 roku pojawił się nowy album o tytule „Taki Bobi”, gdzie można znaleźć takie piosenki jak: tytułowa „Taki Bobi” oraz „Być przy Tobie”. Przez kolejne lata wykonawca prowadzi głównie działalność koncertową oraz uczestniczy w programach telewizyjnych, m.in. „Rozmowy w toku” u Ewy Drzyzgi. W 2008 powstał kolejny hit „Za tobą tęsknię”, a w 2009 roku „W siódmym niebie”.
W 2010 zespół powrócił na polską scenę muzyki disco w postaci albumu „2010”, na którym królują takie przeboje z teledyskami jak: „Najpiękniejsze oczy”, „Noce Gorące” czy „Dziewczyna taka jak ta”. Bobi zachęcony sukcesami w nowym dziesięcioleciu tworzy kolejne przeboje takie jak: „Pożądaj całuj”, który wykonuje na ogólnopolskim festiwalu muzyki tanecznej „Disco Hit Festiwal” w Kobylnicy. Następnie powstają hity „Zimne noce”, „Jesteś ideałem”, „Halo halo” czy „Ela Ela”, które można usłyszeć na płycie „Halo Halo” wydanej przez firmę fonograficzną „Folk” w roku 2014. W następnym roku powstaje jedno z najnowszych dzieł Bobiego „Heja hej”. Przebój cieszy rekordową liczbą odsłon na portalu YouTube, niemal 10 milionów w ciągu 7 miesięcy. W 2016 ukazała się kolejna nowość „Cudny aniele”.

## Skład formacji Bobi
- Dariusz Mata – śpiew

## Dyskografia
Albumy
| Rok  | Album                                                               |
| ---- | ------------------------------------------------------------------- |
| 1997 | Chłopak na niepogodę - Data: 1997 - Wydawca: STD - Format: CC       |
| 1999 | Szesnaście lat - Data: 1999 - Wydawca: STD - Format: CC             |
| 2000 | Bo z dziewczynami - Data: 2000 - Wydawca: STD - Format: CC          |
| 2001 | Taki Bobi - Data: 2001 - Wydawca: Polgram Plus - Format: CC         |
| 2010 | 2010 - Data: 2010 - Wydawca: Hit’n’Hot Music, Polmagic - Format: CD |
| 2015 | Halo halo - Data: 2015 - Wydawca: Folk - Format: CD                 |

Single
| Rok  | Tytuł                    | Certyfikat             | Album                |
| ---- | ------------------------ | ---------------------- | -------------------- |
| 1998 | „Chłopak na niepogodę”   |                        | Chłopak na niepogodę |
| 1999 | „Szesnaście lat”         | - POL: złota płyta     | Szesnaście lat       |
| 1999 | „Nie odchodź”            |                        | Szesnaście lat       |
| 2000 | „Bo z dziewczynami”      |                        | Bo z dziewczynami    |
| 2010 | „Dziewczyna taka jak ja” |                        | 2010                 |
| 2011 | „Noce gorące”            |                        | 2010                 |
| 2013 | „Zimne noce”             |                        | Halo halo            |
| 2014 | „Jesteś ideałem”         |                        | Halo halo            |
| 2014 | „Halo halo”              |                        | Halo halo            |
| 2015 | „Ela Ela”                | - POL: złota płyta     | Halo halo            |
| 2015 | „Heja hej”               | - POL: platynowa płyta |                      |
| 2016 | „Cudny aniele”           | - POL: złota płyta     |                      |
| 2016 | „Bogini seksu”           |                        |                      |
| 2017 | „Niezwykła Lady”         |                        |                      |
| 2017 | „Niebiańskie oczy”       |                        |                      |
| 2017 | „Kocham życie”           |                        |                      |
| 2018 | „Królowo ma”             | - POL: złota płyta     |                      |